# LIFO

Representação de uma LIFO com as operações push (empilhar) e pop (desempilhar).

Em ciência da computação, LIFO (acrônimo para a expressão inglesa Last In, First Out que, em português significa último a entrar, primeiro a sair) refere-se a estrutura de dados do tipo pilha. É equivalente a FILO, que significa  First In, Last Out .
O conceito de pilha é amplamente utilizado na informática, como, por exemplo, durante a execução de um programa, para o armazenamento de valores de variável local a um bloco e também para conter o endereço de retorno do trecho de programa que chamou a função ou procedimento atualmente em execução.
Usa-se os termos push e pop para denominar a inserção e remoção de elementos da pilha, respectivamente. Usa-se o termo top para consultar o elemento do topo da pilha, sem o remover.
Uma pilha é uma lista linear na qual o primeiro elemento a entrar é o último elemento a sair. Ela possui apenas uma entrada, chamada de topo, a partir da qual os dados entram e saem dela.
Segue o exemplo abaixo a implementação de uma pilha de tamanho dinâmico, onde o usuário poderá interagir com a pilha(inserindo números , excluindo itens, listando itens da pilha) tudo isso usando alocação dinâmica de memória em C :
```
//(Micael Nascimento) 

#include
 
<stdio.h>

#include
 
<stdlib.h>

 
typedef
 
struct
 
{

    
int
 
tam
;

    
int
 
topo
;

    
int
 
*
vet
;

}
tp_pilha
;

int
 
pilha_vazia
(
tp_pilha
 
*
pilha
){

    
if
(
pilha
->
topo
==
-1
){

        
return
 
1
;

    
}

    
else

        
return
 
0
;

}

void
 
inserindo
(
tp_pilha
 
*
pilha
){

    
int
 
numero
;

    
pilha
->
tam
++
;

    
pilha
->
vet
 
=
 
(
int
*
)
 
realloc
(
pilha
->
vet
,
pilha
->
tam
*
sizeof
(
int
));

    
printf
(
"insira numero:"
);

    
scanf
(
"%i"
,
&
numero
);

    
pilha
->
topo
++
;

    
pilha
->
vet
[
pilha
->
topo
]
=
numero
;

}

void
 
excluindo
(
tp_pilha
 
*
pilha
){

    
if
(
!
pilha_vazia
(
pilha
)){

        
pilha
->
vet
[
pilha
->
topo
]
=
NULL
;

        
pilha
->
topo
--
;

    
}

    
else

        
printf
(
"pilha vazia!
\n
"
);

}

void
 
listar
(
tp_pilha
 
*
pilha
){

    
int
 
i
;

    
int
 
n
 
=
 
pilha
->
tam
;

    
if
(
!
pilha_vazia
(
pilha
)){

        
for
(
i
=
n
-1
;
i
>=
0
;
i
--
){

            
if
(
pilha
->
vet
[
i
]
!=
0
){

            
printf
(
"%i
\n
"
,
pilha
->
vet
[
i
]);

       
}

    
}

    
}

    
else

         
printf
(
"pilha vazia!
\n
"
);

}

main
(
void
){

    
char
 
verifica
;

     
tp_pilha
 
pilha
=
{
0
,
-1
,
0
};

    
while
(
verifica
!=
's'
){

        
printf
(
"(i)nserir/(l)istar/(e)xcluir/(s)air: "
);

        
fflush
(
stdin
);

        
scanf
(
"%c"
,
&
verifica
);

        
switch
(
verifica
){

            
case
'i'
:

                
inserindo
(
&
pilha
);

                
break
;

            
case
'e'
:

                
excluindo
(
&
pilha
);

                
break
;

            
case
'l'
:

                
listar
(
&
pilha
);

                
break
;

            
default
:

                
return
 
0
;

        
}

   
}

//Micael Nascimento

}

```

Exemplo de utilização da pilha substituindo recursão no cálculo do Fatorial de N, implementado em Java no mais puro estilo da linguagem C
```
/**

* Fatorial de N utilizando o conceito de pilha

*@autor Tarcnux

*@param N Inteiro

*

* Para compilar

* javac Fatorial.java

*

* Para rodar

* java Fatorial

*/

	

import
 
java.util.Stack
;

import
 
java.util.Scanner
;

class
 
Fatorial
 

{

  
public
 
static
 
void
 
main
 
(
String
[]
 
args
)

  
{

    
Scanner
 
scan
 
=
 
new
 
Scanner
 
(
 
System
.
in
 
);

    
int
 
n
=
1
;

    
System
.
out
.
print
(
"\nDigite um numero: "
);
   

    
n
 
=
 
scan
.
nextInt
();

    
Fatorialx
(
n
);

      

  
}

  
public
 
static
 
void
 
Fatorialx
(
 
int
 
N
 
)

  
{

	

        
Stack
 
<
Integer
>
 
pilha
 
=
 
new
 
Stack
<
Integer
>
();

	
int
 
fatorial
 
=
 
1
,
 
aux
 
=
 
N
;

	

	
//Empilha

	
while
(
aux
 
>
 
1
)

		
pilha
.
push
(
aux
--
);
 
//Empilha e depois decrementa

	

	
while
(
!
pilha
.
empty
())
 
//Enquanto há elementos na pilha

		
fatorial
 
*=
 
pilha
.
pop
();
 
//Desempilha e calcula o Fatorial

		

	
System
.
out
.
println
(
"O fatorial de "
 
+
 
N
 
+
 
" eh: "
 
+
 
fatorial
);

  
}

}

```

## Outras estruturas algébricas usadas em Ciências da Computação
- FIFO
- Autómato
- Árvore (estrutura de dados)
- Árvore B
- Grafo